# Chrysolina janczyki
Chrysolina janczyki es un coleóptero de la familia Chrysomelidae.
Fue descrita científicamente en 1980 por Daccordi.